# Gymnocalycium capillaense
A Gymnocalycium capillaense (Gymnocalycium capillense) a valódi kaktuszok (Cactaceae) Trichocereeae nemzetségcsoportjának Gymnocalycium nemzetségébe tartozó gömbkaktusz; a Quehliana fajsor egyik faja.

## Elterjedése, élőhelye
Argentína Córdoba tartományában, a Sierra de Córdoba hegységben.

## Korábbi, illetve szinonim nevei
- Echinocactus sigelianus
- Echinocactus sutterianus
- Gymnocalycium sigelianum
- Gymnocalycium sutterianum

## Megjelenése, felépítése
Lapított gömb alakú, zöld vagy kékeszöld, mintegy 9 cm-es átmérőig növő kaktusz körülbelül 13 lapos, alacsony, dudoros bordával. Az erősen fehér gyapjas areolák a dudorok tetején ülnek.
Egy-egy areolájából általában öt, oldalra és lefelé mutató peremtövise nő. Ezek mintegy 12 mm hosszúak, világos sárgásfehérek. Középtövise nincs. Virága 6–7 cm-es, halvány rózsaszínű.

## Életmódja
Jól sarjadó, csoportképző faj.

## Ismertebb változatok
- Gymnocalycium capillaense var. capillaense – a törzsváltozat természetes élőhelye  Capilla del Monte közelében van.
- Gymnocalycium capillaense var. sigelianum (Gymnocalycium sigelianum) – világos szürkéskék vagy sötétebb szürkésbarna. Tíz egyenes bordája erős dudorokra tagolt. Areolánként többnyire csak három szürkésfehér peremtövise nő; ezek csúcsa sötétebb. Virága rózsaszínű vagy fehéres, a torka rózsaszín.
- Gymnocalycium capillaense var. sutterianum (Gymnocalycium sutterianum) – magányos. Tíz keskeny bordája megnyúlt dudorokra tagolt. 1,5 cm-es, kiálló, szürkésfehér tövisei a törzsváltozaténál erősebbek. Virága nagy, fehéres rózsaszínű, a termése zöld.